# Шарац (презиме)
Шарац је српско презиме које постоји у Далмацији, у селу Цивљане код Врлике и селима Мирловић Поље и Кричке код Дрниша. Слава им је Свети Јован те ређе Свети Никола.